# Naravelia siamensis
Naravelia siamensis är en ranunkelväxtart som beskrevs av William Grant Craib. Naravelia siamensis ingår i släktet Naravelia och familjen ranunkelväxter. Inga underarter finns listade i Catalogue of Life.